# 埃纳河畔讷沙泰勒
埃纳河畔讷沙泰勒（法語：Neufchâtel-sur-Aisne，法語發音：[nøʃatɛl syʁ ɛn]），法国北部市镇，位于上法兰西大区埃纳省，隶属于拉昂区，其市镇面积为2.86平方公里，2022年1月1日时人口数量为423人，在法国市镇中排名第18,271位。
埃纳河畔讷沙泰勒位于埃纳省东部，埃纳河畔，其东侧与阿登省接壤，多条公路在此交汇。

## 地名来源
根据埃纳省族谱网站的论述，“Neufchâtel”一名可能出自香槟伯爵在当地修建的一处堡垒；“-sur-Aisne”这一后缀自1894年起成为当地官方名称的一部分。

## 历史

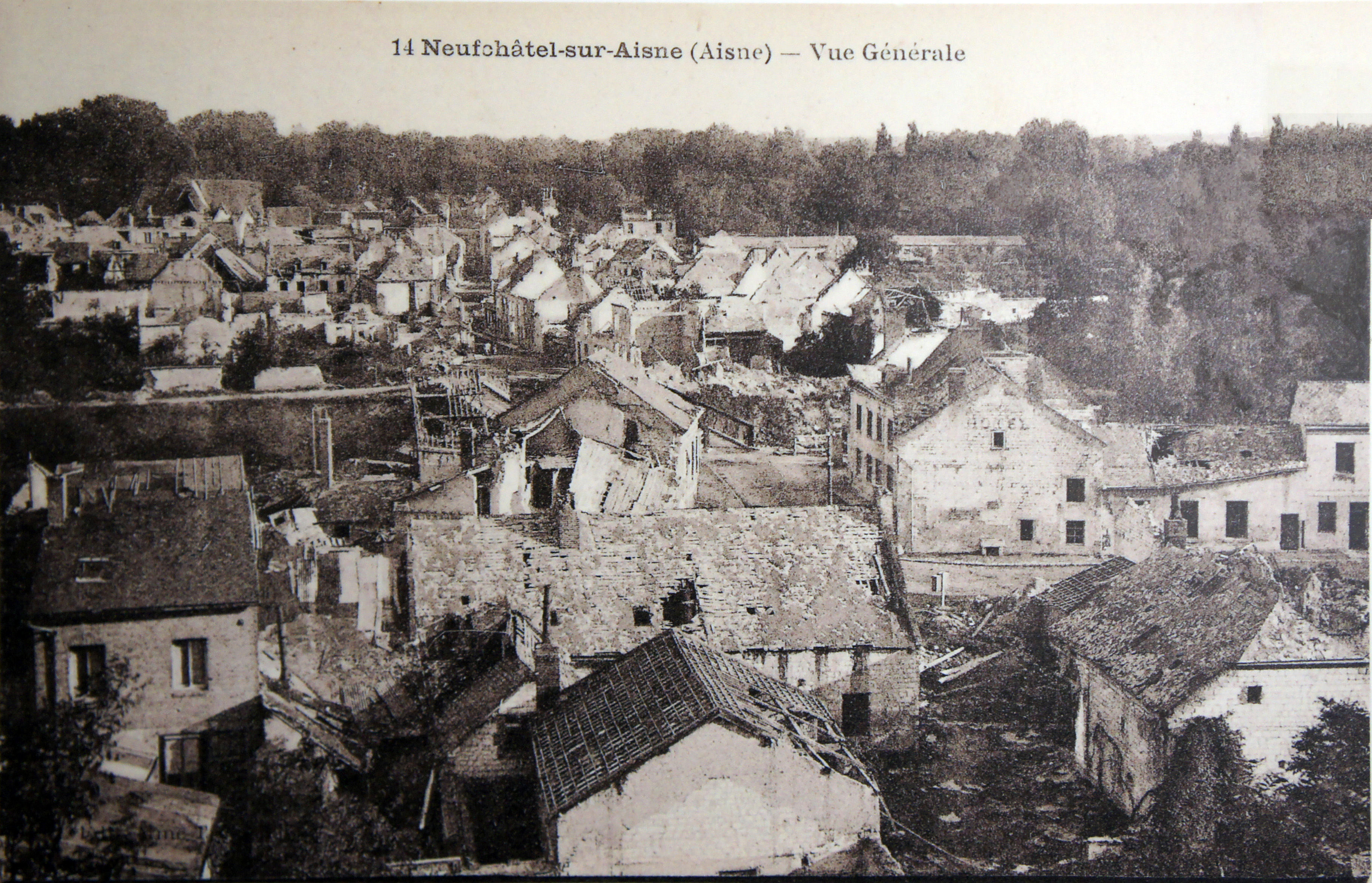
20世纪初的埃纳河畔讷沙泰勒

埃纳河畔讷沙泰勒的早期历史尚不清楚。根据埃纳省族谱网站的论述，埃纳河畔讷沙泰勒在公元6世纪时就已形成聚落，彼时该地为香槟伯爵的一处领地。公元1033年，亨利一世发动讷沙泰勒围城战。英法百年战争及法荷战争期间，讷沙泰勒均遭到不同程度的破坏。法国大革命后，讷沙泰勒成为埃纳省的一个市镇。工业革命期间，途径讷沙泰勒的阿登运河和吉尼库尔—勒泰勒铁路相继建成。第二次世界大战期间，埃纳河畔讷沙泰勒民间曾自发形成抵抗运动组织，后被纳粹德军发现，该组织主要成员被其杀害，战后当地建立了烈士纪念碑。2024年3月14日，埃纳河畔讷沙泰勒的圣保罗教堂发生火灾，部分区域损毁严重。
在行政区划方面，埃纳河畔讷沙泰勒在1793至2014年间为埃纳河畔讷沙泰勒县的县治。

## 地理

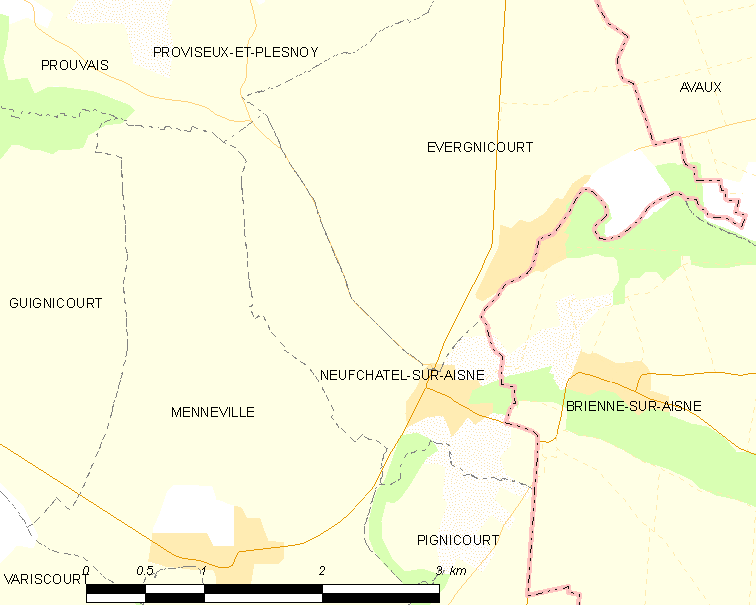
埃纳河畔讷沙泰勒市镇范围地图

埃纳河畔讷沙泰勒位于法国东北部，上法兰西大区东部和埃纳省东部，距离省会拉昂大约41公里。与埃纳河畔讷沙泰勒接壤的市镇包括：埃韦尼库尔、皮尼库尔、普罗维瑟和普莱努瓦、埃纳河畔布列讷和埃纳河畔新城。

### 地形
埃纳河畔讷沙泰勒位于香槟平原西北部，拉昂地区东部，境内以平原为主，市镇中心地势较为平坦，整体地势自埃纳河畔向西北侧方向略有抬升，全境海拔在56到119米之间。

### 水文
埃纳河自北西南流经埃纳河畔讷沙泰勒镇中心，其左岸支流勒图尔讷河在此与其交汇。此外还有人工开凿的阿登运河从市镇东侧穿过。

### 植被
埃纳河畔讷沙泰勒属于温带阔叶混交林区，林地多分布于河流附近。
在鲜花城市的评比中，埃纳河畔讷沙泰勒暂未被评级。

### 气候
埃纳河畔讷沙泰勒在柯本气候分类法中属于带有一定大陆性特征的温带海洋性气候（Cfb）。

## 行政区划
埃纳河畔讷沙泰勒的市镇编号为02541，邮政编号为02190。
在行政管理方面，埃纳河畔讷沙泰勒隶属于法国上法兰西大区埃纳省拉昂区；在地方选举方面，埃纳河畔讷沙泰勒隶属于埃纳河畔新城县，其市镇范围全境被划入埃纳省第一选区；在社会管理方面，埃纳河畔讷沙泰勒是皮卡第香槟市镇公共社区的组成部分。
截至2024年9月，埃纳河畔讷沙泰勒市镇范围内暂无任何城市敏感街区及城市政策优先街区。
法国国家统计与经济研究所（简称“INSEE”）在进行数据统计时，未将埃纳河畔讷沙泰勒划入任何城市核心区（Unité urbaine），将包括埃纳河畔讷沙泰勒在内的周边共230个市镇划为兰斯城市区。自2020年起，兰斯城市区被包含294个市镇的兰斯城市辐射区代替。此外，INSEE还将埃纳河畔讷沙泰勒市镇整体看作一个“块区”（IRIS），以便于统计人口分布情况。

## 交通

### 公路
埃纳省省道D52线、D925线和D966线在埃纳河畔讷沙泰勒境内交汇。上法兰西大区下属的埃纳省城际客运515线经停埃纳河畔讷沙泰勒，可通往兰斯和蒙科尔内。
2021年，81.3%的埃纳河畔讷沙泰勒家庭拥有至少一辆私人汽车。2020年，埃纳河畔讷沙泰勒境内共发生各类交通事故1起，造成1人受伤。
| 14 | 10 |

| 21 | 18 |

| 拉昂 | 41 |

| 埃纳河畔新城 | 6 |

| 兰斯 | 22 |

| 蒙科尔内 | 31 |

| 武济耶 | 52 |

| 勒泰勒 | 30 |

### 铁路
途径埃纳河畔讷沙泰勒的吉尼库尔—勒泰勒铁路已废弃。
距离埃纳河畔讷沙泰勒最近的运营中的客运铁路车站为6.6公里外的吉尼库尔站，该站停靠往返于兰斯和拉昂一线的区域列车。

### 航空
埃纳河畔讷沙泰勒距离沙隆-瓦特里机场的公路里程大约100公里。

### 城市公共交通
截至2024年9月，埃纳河畔讷沙泰勒暂无城市公共交通系统。

## 政治

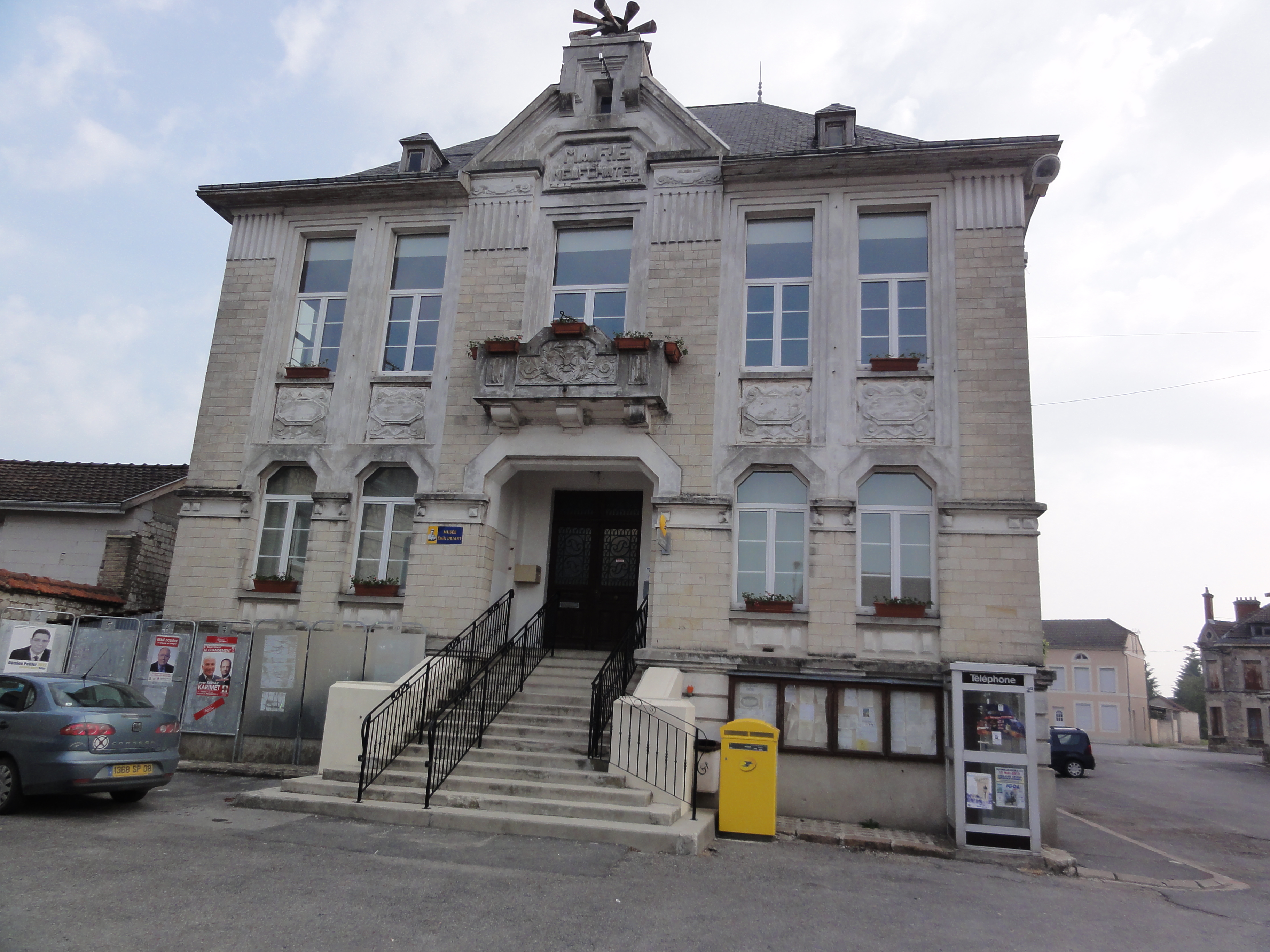
埃纳河畔讷沙泰勒市政厅

埃纳河畔讷沙泰勒的现任市长为利奥内尔·皮埃罗先生（Lionel PIERROT），他是一名无党派人士，在2020年的市政选举中获得了100%的支持率（无其他候选人）。
在2022年的法国总统大选的第二轮选举中，法国极右翼政党国民阵线主席玛丽娜·勒庞在埃纳河畔讷沙泰勒获得了60.09%的支持率。

## 人口
2021年，埃纳河畔讷沙泰勒市镇人口数量为421，在法国排名第18,271位。其中男性204人，女性217人，75岁及以上人口占6.4%，外籍人口数量为2人，人口密度为147人/平方公里，当地居民被称为（男性）或（女性）。2022年，埃纳河畔讷沙泰勒境内出生9人，死亡人口3人。
| 埃纳河畔讷沙泰勒1901年－2021年人口变化情况 |
|                                            |
| 数据来源：Cassini、INSEE                   |

## 经济
2023年，埃纳河畔讷沙泰勒市镇范围内共有各类用人单位（包含自雇）46家，比上一年减少了两家。

## 财政与居民收入
2022年，埃纳河畔讷沙泰勒的财政收入总额为495,350欧元，财政支出总额为473,580欧元，当年的债务总额为20,240欧元。2022年，埃纳河畔讷沙泰勒市镇通过增值税获得12,670欧元的收入，此外当地还共获得了38,940欧元的国家直接财政补助。
| 埃纳河畔讷沙泰勒居民收入情况                     | 埃纳河畔讷沙泰勒居民收入情况 | 埃纳河畔讷沙泰勒居民收入情况 | 埃纳河畔讷沙泰勒居民收入情况 |
| 内容                                             | 埃纳河畔讷沙泰勒             | 法国                         | 统计年份                     |
| ------------------------------------------------ | ---------------------------- | ---------------------------- | ---------------------------- |
| 征税家庭总数                                     | 185                          | 1,081（法国市镇平均）        | 2022年                       |
| 居民平均月收入                                   | 2,190欧元                    | 2,435欧元                    | 2022年                       |
| 高级职员人均月收入                               | 不详                         | 4,331欧元                    | 2021年                       |
| 中级职员人均月收入                               | 不详                         | 2,470欧元                    | 2021年                       |
| 普通职员人均月收入                               | 不详                         | 1,801欧元                    | 2021年                       |
| 贫困率                                           | 不详                         | 14.5%                        | 2020年                       |
| 青壮年（15至64岁）失业率                         | 9.5%                         | 7.4%                         | 2020年                       |
| 征税家庭数量占比                                 | 48.7%                        | 45.5%                        | 2020年                       |
| 家庭年均纳税                                     | 2,466欧元                    | 4,393欧元                    | 2022年                       |
| 资料来源：INSEE、L'Internaute、Le Journal du Net |                              |                              |                              |

## 社会事务

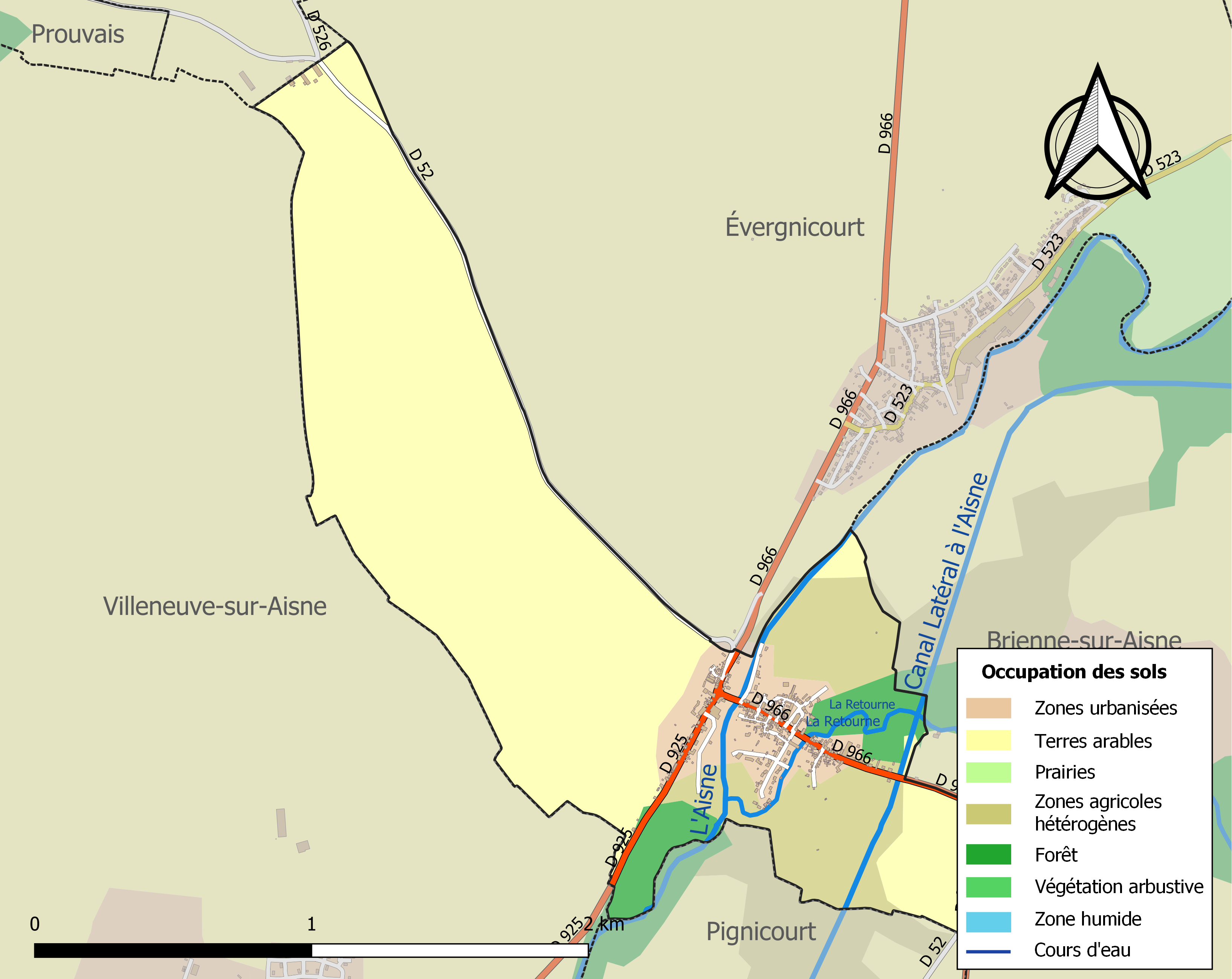
埃纳河畔讷沙泰勒土地利用情况地图

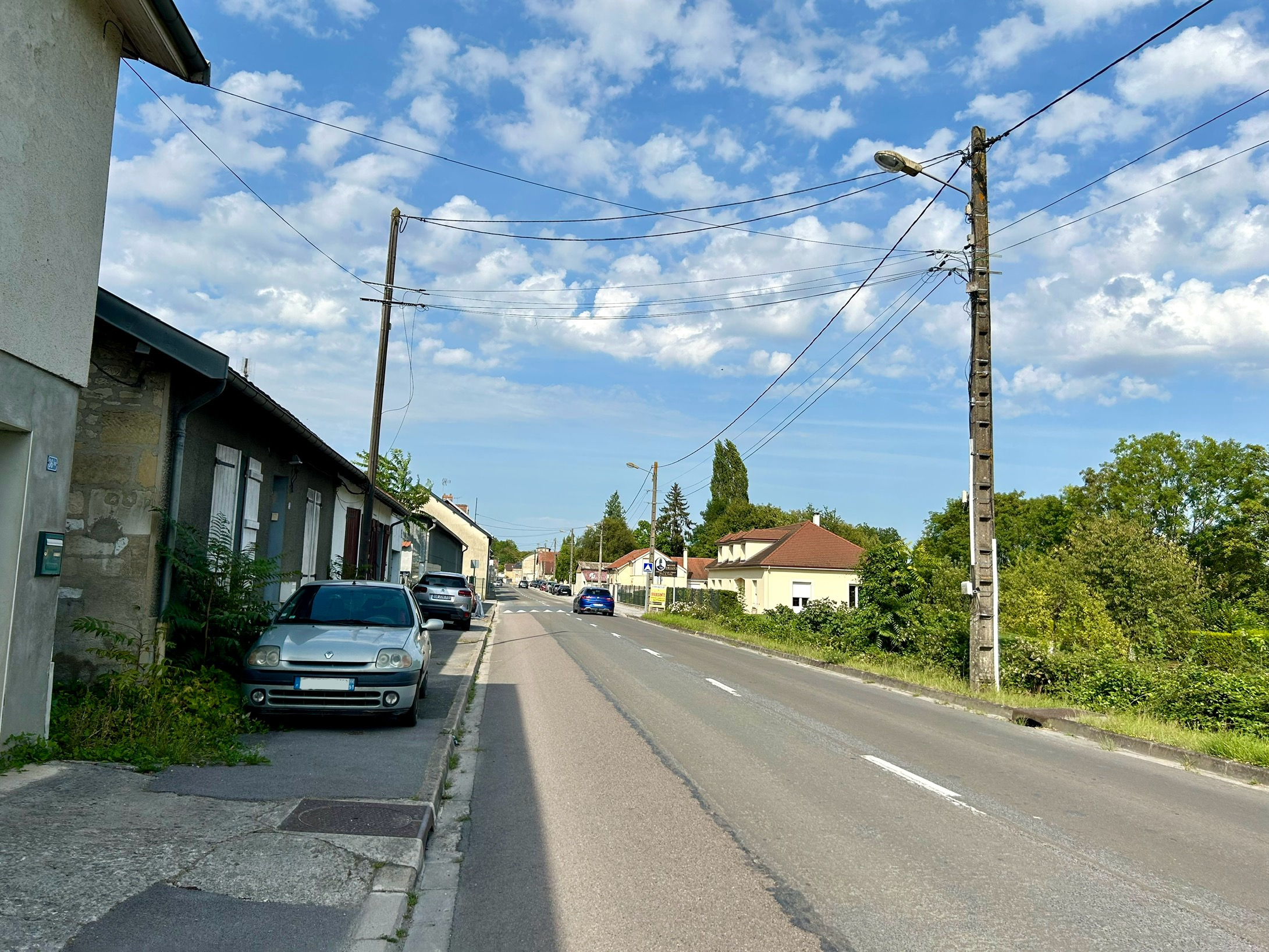
梅讷维尔街

### 教育
埃纳河畔讷沙泰勒属于亚眠学区。截至2023年1月1日，埃纳河畔讷沙泰勒境内共有1所小学。

### 医疗
截至2022年1月1日，埃纳河畔讷沙泰勒境内暂无任何医疗机构及从业人员。
距离埃纳河畔讷沙泰勒最近的区域性医疗机构为兰斯大学中心医院，其主病区罗贝尔·德布雷医院位于兰斯市区南部，距离埃纳河畔讷沙泰勒市区的正常车程大约32分钟，该院设有床位575个，是马恩省境内规模最大的公立综合性医院。

### 住房
2021年，埃纳河畔讷沙泰勒境内共有各类住房219套，其中88.1%为独立式住宅，11.4%为集中式住宅。常住房屋占埃纳河畔讷沙泰勒市镇范围内居民建筑总量的86.3%。
在住房保障政策方面，2023年，埃纳河畔讷沙泰勒境内共有30户家庭获得了住房经济补助，受益人数占总人口数量的7.1%，其中5份为房租补助。

### 商业
2021年，埃纳河畔讷沙泰勒境内共有各类实体商铺8家，其中餐厅1家、面包房1家、汽车维修店2家。

### 体育
2023年，埃纳河畔讷沙泰勒境内共有1处足球或橄榄球场。
截至2024年9月，埃纳河畔讷沙泰勒境内暂无任何注册足球俱乐部。

### 环境
埃纳河畔讷沙泰勒的环境事务由其所属的皮卡第香槟市镇公共社区联合各级政府协调负责。2021年，埃纳河畔讷沙泰勒境内暂无污染企业。

### 治安
埃纳河畔讷沙泰勒及其附近的共234个市镇是拉昂国家宪兵队（zone gendarmerie de Laon）的管辖范围。2020年，该宪兵队累计记录各类案件3,612起，其中盗窃类案件1,970起，经济类案件420起，毒品交易类案件104起。

## 文化

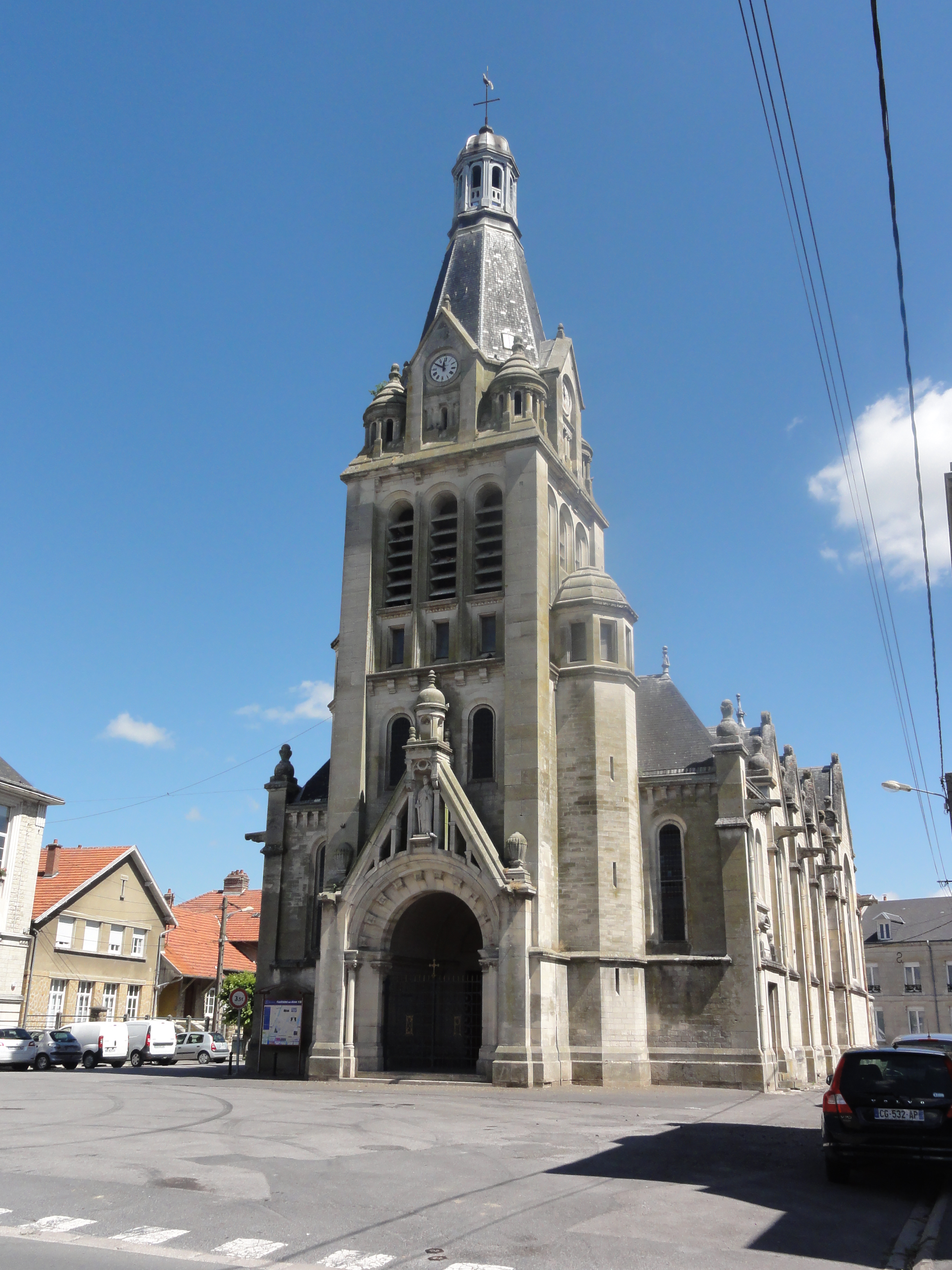
圣保罗教堂

2021年，埃纳河畔讷沙泰勒境内暂无任何文化设施。埃纳河畔讷沙泰勒境内建有图书馆（Bibliothèque），每周一向公众开放。

### 建筑
埃纳河畔讷沙泰勒境内有多处历史建筑，其中镇中心的圣保罗教堂（Église Saint-Paul de Neufchâtel-sur-Aisne）是当地的地标性建筑物。

### 旅游
埃纳河畔讷沙泰勒的旅游事务由其所属的皮卡第香槟市镇公共社区联合各级政府协调负责。2024年，埃纳河畔讷沙泰勒境内共有1家酒店共计6间房间。

### 媒体
法国主要的媒体均可在埃纳河畔讷沙泰勒接收，法国电视三台下属的上法兰西大区频道在部分时段播出埃纳河畔讷沙泰勒所在埃纳省的地方新闻。蓝色法兰西皮卡第广播、香槟广播、《新埃纳报》等是当地主要的地方性媒体。

## 友好城市
截至2024年9月，埃纳河畔讷沙泰勒共与一座城市建立了友好城市关系：
- 默兹省 瓦什罗维尔